# Karl Zilgas
Karl Zilgas (* 2. März 1892 in Hamburg; † 17. Juni 1917) war ein deutscher Fußballspieler.

## Karriere

### Vereine
Zilgas gehörte von 1910 bis 1915 dem SC Victoria Hamburg an, für den er im Bezirk Hamburg-Altona unter dem Dachverband des Norddeutschen Fußball-Verbandes Punktspiele bestritt. Die Hamburger Stadtmeisterschaft gewann er am Saisonende 1912/13 und erreichte infolgedessen das Endspiel um die Norddeutsche Meisterschaft. Am 25. Mai 1913 verlor er mit den „Zitronengelben“ im Stadion Hoheluft das Finale gegen den FC Eintracht von 1895 e. V. aus Braunschweig mit 2:3. Herausragende Mitspieler des als „wendigen und vollendeten Techniker“ beschriebenen Linksaußen waren unter anderem Hermann Garrn, Adolf Gehrts, Adolf Werner, Hans Weymar, Hermann Wiggers, Otto Eikhof, Ernst Eikhof, Walter Krause, Henry Müller und Charly Pohl.
Die Saison 1913/14 bestritt er in der – auf Antrag von Holstein Kiel vorgeschlagenen – Verbandsliga Norddeutschland, in der die zehn stärksten Vereine im Ligasystem gegeneinander spielten. Wegen des Ersten Weltkrieges wurde die Folgesaison nicht ausgetragen; Zilgas wurde 1915 gemeinsam mit Vereinsmitspieler Ernst Eikhof zum Wehrdienst herangezogen – und fiel am 17. Juni 1917.

### Auswahl-/Nationalmannschaft
Zilgas kam in dem am 28. April 1911 in Hamburg ausgetragenen Städtevergleich mit Berlin als Mittelstürmer zum Einsatz und erzielte beim 2:1-Sieg ein Tor. Ferner war er Spieler der Auswahlmannschaft des Norddeutschen Fußball-Verbandes, die regelmäßig am Wettbewerb um den Kronprinzenpokal teilnahm. In Ernst Möller von Holstein Kiel und Richard Queck vom FC Eintracht von 1895 e. V. hatte er allerdings starke Konkurrenten, wie auch in der Nationalmannschaft.
Daher bestritt er lediglich ein einziges Länderspiel für die A-Nationalmannschaft. Das Testspiel am 26. Oktober 1913 in Hamburg gegen die Nationalmannschaft Belgiens endete mit der 2:6-Niederlage. Der deutsche Angriff war in der Besetzung mit Karl Wegele, Adolf Jäger, Gottfried Fuchs, Julius Hirsch und ihm aufgelaufen.